# Coppa di Svizzera 2017-2018 (pallavolo femminile)
La Coppa di Svizzera 2017-2018 si è svolta dal 30 agosto 2017 al 31 marzo 2018: al torneo hanno partecipato 124 squadre di club svizzere e la vittoria finale è andata per la tredicesima volta, la nona consecutiva, al Volero Zurigo.

## Regolamento
- Alla competizioni sono state ammesse tutte le squadre impegnate nei campionati di livello nazionale, ossia la Lega Nazionale A, Lega Nazionale B e 1. Lega, oltre che quelle impegnate nei campionati di livello regionale, ossia la 2. Lega,la 3. Lega e la 4. Lega.
- Tutti gli incontri si svolgono in gara unica, sempre in casa della formazione di categoria più bassa, ad eccezione della finale, giocata in campo neutro; nel caso in cui due formazioni provenissero dalla stessa categoria, si gioca in casa di quella col peggior piazzamento nella stagione precedente.
- Le squadre di livello provinciale scendono in campo fin dal primo turno, quelle provenienti dalla 1. Lega debuttano al secondo turno, quelle provenienti dalla Lega Nazionale B al quinto turno e quelle provenienti dalla Lega Nazionale A agli ottavi di finale.

## Squadre partecipanti
| - Aadorf - Aarau - Aeschi - Allschwil - Amriswil - Andwil-Arnegg - Appenzeller Bären - Bödeli-Unterseen - Bösingen - Brislach - Bubendorf - Burgdorf - Bütschwil - Chênois - Cheseaux - Chur - Delémont - Düdingen - Ebikon - Einsiedeln - Espoirs Biel-Bienne - Fairplay Olympia - Fides Ruswil - Fortuna Bürglen - Franches-Montagnes - Frauenfeld - Freies Gymnasium - Friburgo - Frick - Fully - Galina | - Gelterkinden - Genève - Gibloux - Glaronia - Goldach - Grenchen - Gurmels - Gym Liestal - Herisau - Hochdorf Audacia - Hüttwilen - Jona - Kanti - Kanti Baden - Kanti Limmattal - Kerns - Kerzers - Kestenholz-Niederbuchsiten - Köniz - Kreuzlingen - Kriens - Küssnacht - La Suze - Lalden - Lancy - Langenthal - Langnau - Laufen - Le Locle - Les Cèdres - Linth | - Losanna - Lugano - Lunkhofen - Malters - March - Montreux - Münchenbuchsee - Münsingen - Murten - Mutschellen - Muttenz - Näfels - Neuchâtel - Neuenkirch - Nidau - OTA - Oberdiessbach - Oensingen - Oerlikon - Oftringen - Pfäffikon - Porrentruy - Pratteln NS - Rämi Zurigo - Rätia - Riehen - Rüschlikon - S9 - Safenwil-Kölliken - San Gallo - Satus Köniz | - Schmitten - Sense - Servette - Sion - Sm'Aesch Pfeffingen - Smash Winterthur - Spada Academica - Spiez - Steinen - Tenniken - Therwil - Thun - Toggenburg - Uettligen - Uni Berna - Uster - Utzenstorf - Uzwil - Val-de-ruz Sport - Visp - Volero Zurigo - Volleya Obwalden - Wädivolley - Welschenrohr - Wetzikon - Wiedikon - Wil - Wittenbach - Würenlingen - Wyna - Züri Unterland |

## Torneo

### Primo turno
| 30 agosto 2017 Freies Gymnasium, Zurigo Durata: h: - Spettatori:                     | Freies Gymnasium | 0 - 3 | OTA                        | 24-26, 11-25, 24-26               |
| 7 settembre 2017 Halle polyvalente du communal, Le Locle Durata: h: - Spettatori:    | Le Locle         | 1 - 3 | La Suze                    | 18-25, 22-25, 25-22, 14-25        |
| 11 settembre 2017 Bezirkshalle, Steinen Durata: h: - Spettatori:                     | Steinen          | 0 - 3 | Aarau                      | 23-25, 14-25, 22-25               |
| 12 settembre 2017 Gartenstrasse, Würenlingen Durata: h: - Spettatori:                | Würenlingen      | 3 - 0 | Bubendorf                  | 28-26, 25-22, 25-16               |
| 14 settembre 2017 Kantonsschule Wiedikon, Zurigo Durata: h: - Spettatori:            | Wiedikon         | 3 - 1 | Einsiedeln                 | 26-24, 25-9, 20-25, 25-23         |
| 14 settembre 2017 Erlimatt 2, Pratteln Durata: h: - Spettatori:                      | Pratteln NS      | 1 - 3 | Fortuna Bürglen            | 25-23, 17-25, 14-25, 13-25        |
| 14 settembre 2017 Spiezwiler, Spiez Durata: h: - Spettatori:                         | Spiez            | 3 - 0 | Aeschi                     | 25-15, 25-13, 25-10               |
| 15 settembre 2017 Siebnen, MPS 1, Siebnen Durata: - Spettatori:                      | March            | 0 - 3 | Frauenfeld                 | 23-25, 23-25, 18-25               |
| 18 settembre 2017 MZH Geeren, Hüttwilen Durata: h: - Spettatori:                     | Hüttwilen        | 1 - 3 | Rämi Zurigo                | 14-25, 25-18, 10-25, 15-25        |
| 18 settembre 2017 Buchsee, Köniz Durata: h: - Spettatori:                            | Satus Köniz      | 3 - 0 | Oensingen                  | 25-10, 25-23, 25-9                |
| 18 settembre 2017 Menzo Halle Oberstufe, Menziken Durata: h: - Spettatori:           | Wyna             | 0 - 3 | Kerns                      | 17-25, 20-25, 18-25               |
| 18 settembre 2017 MZH Dünnenhof, Welschenrohr Durata: h: - Spettatori:               | Welschenrohr     | 3 - 1 | Kestenholz-Niederbuchsiten | 25-16, 25-13, 24-26, 25-19        |
| 18 settembre 2017 Mehrzweckhalle, Utzenstorf Durata: h: - Spettatori:                | Utzenstorf       | 1 - 3 | Burgdorf                   | 18-25, 25-23, 15-25, 10-25        |
| 20 settembre 2017 Kantonsschule Zürich Nord, Zurigo Durata: h: - Spettatori:         | Oerlikon         | 3 - 2 | Rüschlikon                 | 11-25, 25-15, 25-12, 24-26, 15-13 |
| 20 settembre 2017 Primarschule Glärnisch, Wädenswil Durata: h: - Spettatori:         | Spada Academica  | 3 - 1 | Wädivolley                 | 25-21, 23-25, 25-23, 25-16        |
| 20 settembre 2017 Turnhalle B, Brislach Durata: - Spettatori:                        | Brislach         | 0 - 3 | Frick                      | 10-25, 16-25, 21-25               |
| 21 settembre 2017 Bachfeld, Goldach Durata: - Spettatori:                            | Goldach          | 2 - 3 | Chur                       | 9-25, 25-18, 18-25, 25-19, 15-17  |
| 21 settembre 2017 Kriegacker, Muttenz Durata: h: - Spettatori:                       | Muttenz          | 0 - 3 | Gym Liestal                | 26-28, 17-25, 14-25               |
| 21 settembre 2017 Letten Turnhalle, Oetwil an der Limmat Durata: h: - Spettatori:    | S9               | 0 - 3 | Uster                      | 17-25, 21-25, 17-25               |
| 21 settembre 2017 Salle omnisports de Grand-Vennes, Losanna Durata: h: - Spettatori: | Losanna          | 0 - 3 | Lancy                      | 15-25, 22-25, 20-25               |
| 22 settembre 2017 Lindenallee, Interlaken Durata: h: - Spettatori:                   | Bödeli-Unterseen | 1 - 3 | Thun                       | 25-22, 19-25, 21-25, 19-25        |
| 22 settembre 2017 SSK Cordast, Cordast Durata: h: - Spettatori:                      | Gurmels          | 0 - 3 | Sense                      | 11-25, 15-25, 9-25                |
| 23 settembre 2017 Gwatt, Schmitten Durata: h: - Spettatori:                          | Schmitten        | 1 - 3 | Oberdiessbach              | 25-22, 13-25, 10-25, 12-25        |
| 24 settembre 2017 Mehrzweckhalle, Gelterkinden Durata: h: - Spettatori:              | Gelterkinden     | 0 - 3 | Malters                    | 23-25, 21-25, 20-25               |
| 24 settembre 2017 Berufsschule, Langnau im Emmental Durata: h: - Spettatori:         | Langnau          | 3 - 0 | Gibloux                    | 25-23, 25-20, 25-15               |
| 25 settembre 2017 Zinzikon, Winterthur Durata: h: - Spettatori:                      | Smash Winterthur | 3 - 0 | Appenzeller Bären          | 25-15, 25-12, 25-21               |
| 25 settembre 2017 Weid, Pfäffikon Durata: h: - Spettatori:                           | Pfäffikon        | 0 - 3 | San Gallo                  | 22-25, 22-25, 20-25               |
| 25 settembre 2017 Sand, Schmerikon Durata: h: - Spettatori:                          | Linth            | 3 - 0 | Wetzikon                   | 25-21, 25-21, 25-17               |
| 26 settembre 2017 Ecole de Culture Générale, Delémont Durata: h: - Spettatori:       | Delémont         | 3 - 0 | Nidau                      | 27-25, 25-10, 25-20               |
| 26 settembre 2017 Tenniken TH, Tenniken Durata: h: - Spettatori:                     | Tenniken         | 0 - 3 | Allschwil                  | 18-25, 15-25, 13-25               |
| 26 settembre 2017 Breite, Bütschwil Durata: - Spettatori:                            | Bütschwil        | 0 - 3 | Amriswil                   | 16-25, 9-25, 12-25                |
| 27 settembre 2017 Ebnet, Küssnacht Durata: - Spettatori:                             | Küssnacht        | 3 - 1 | Kriens                     | 25-16, 12-25, 25-13, 25-18        |
| 28 settembre 2017 Berufsbildungszentrum, Herisau Durata: h: - Spettatori:            | Herisau          | 0 - 3 | Näfels                     | 21-25, 22-25, 7-25                |
| 28 settembre 2017 HEP, Losanna Durata: h: - Spettatori:                              | Les Cèdres       | 3 - 0 | Montreux                   | 25-16, 25-20, 25-16               |
| Turnhalle, Rudolfstetten Durata: h: - Spettatori:                                    | Mutschellen      | 1 - 3 | Hochdorf Audacia           | 25-21, 21-25, 22-25, 16-25        |
| 30 settembre 2017 Margarethen, Basilea Durata: h: - Spettatori:                      | Fairplay Olympia | 0 - 3 | Ebikon                     | 8-25, 10-25, 9-25                 |
| 30 settembre 2017 Centre Sportif Sous-Moulin, Thônex Durata: h: - Spettatori:        | Chênois          | 2 - 3 | Fully                      | 18-25, 25-15, 25-18, 16-25, 11-15 |
| 1º ottobre 2017 Centre sportif de l'Oiselier, Porrentruy Durata: h: - Spettatori:    | Porrentruy       | 1 - 3 | Lalden                     | 25-17, 16-25, 23-25, 19-25        |

### Secondo turno
| 17 settembre 2017 Neuhof, Uzwil Durata: h: - Spettatori:                     | Uzwil               | 1 - 3 | Kreuzlingen      | 25-20, 11-25, 21-25, 15-25        |
| 26 settembre 2017 Ludretikon, Thalwil Durata: h: - Spettatori:               | OTA                 | 0 - 3 | Kanti Limmattal  | 16-25, 19-25, 10-25               |
| 27 settembre 2017 Gartenstrasse, Würenlingen Durata: h: - Spettatori:        | Safenwil-Kölliken   | 2 - 3 | Würenlingen      | 17-25, 26-24, 25-22, 11-25, 9-15  |
| 3 ottobre 2017 Auenfeld, Frauenfeld Durata: h: - Spettatori:                 | Frauenfeld          | 0 - 3 | Spada Academica  | 19-25, 23-25, 14-25               |
| Turnhalle, Oberlunkhofen Durata: h: - Spettatori:                            | Lunkhofen           | 0 - 3 | Neuenkirch       | 15-25, 13-25, 20-25               |
| 4 ottobre 2017 Kantonsschule Zürich Nord, Zurigo Durata: h: - Spettatori:    | Oerlikon            | 0 - 3 | Linth            | 23-25, 18-25, 15-25               |
| 4 ottobre 2017 Sporthalle, Bürglen Durata: h: - Spettatori:                  | Fortuna Bürglen     | 0 - 3 | Kanti Baden      | 17-25, 16-25, 22-25               |
| 5 ottobre 2017 Mattschulhaus, Wil Durata: h: - Spettatori:                   | Wil                 | 3 - 0 | Näfels           | 27-25, 28-26, 25-20               |
| 5 ottobre 2017 Bündtmättli, Malters Durata: h: - Spettatori:                 | Malters             | 1 - 3 | Hochdorf Audacia | 26-24, 16-25, 17-25, 16-25        |
| 5 ottobre 2017 Freiestrasse, Uster Durata: h: - Spettatori:                  | Uster               | 3 - 2 | Chur             | 25-16, 25-19, 22-25, 22-25, 15-11 |
| 5 ottobre 2017 Kantonsschule Wiedikon, Zurigo Durata: h: - Spettatori:       | Wiedikon            | 1 - 3 | Rätia            | 13-25, 25-20, 21-25, 11-25        |
| 7 ottobre 2017 Salle de Beau-Site, Saint-Imier Durata: h: - Spettatori:      | La Suze             | 3 - 2 | Visp             | 23-25, 13-25, 25-21, 25-22, 15-11 |
| 9 ottobre 2017 Berufsschule, Langnau im Emmental Durata: h: - Spettatori:    | Langnau             | 0 - 3 | Murten           | 9-25, 15-25, 22-25                |
| 9 ottobre 2017 MZH Dünnenhof, Welschenrohr Durata: h: - Spettatori:          | Welschenrohr        | 0 - 3 | Satus Köniz      | 16-25, 18-25, 16-25               |
| Turnhalle, Lalden Durata: h: - Spettatori:                                   | Lalden              | 0 - 3 | Sion             | 21-25, 14-25, 15-25               |
| 10 ottobre 2017 Bodenacker, Liestal Durata: h: - Spettatori:                 | Gym Liestal         | 1 - 3 | Frick            | 25-18, 20-25, 14-25, 22-25        |
| 10 ottobre 2017 Sporthalle Schadau, Thun Durata: h: - Spettatori:            | Thun                | 1 - 3 | Sense            | 25-23, 11-25, 16-25, 17-25        |
| 11 ottobre 2017 Seematt, Küssnacht am Rigi Durata: h: - Spettatori:          | Küssnacht           | 3 - 2 | Allschwil        | 25-16, 25-22, 23-25, 13-25, 17-15 |
| 12 ottobre 2017 Sporthalle Aarau Rohr, Aarau Durata: h: - Spettatori:        | Aarau               | 2 - 3 | Oftringen        | 28-30, 25-22, 25-15, 25-27, 15-17 |
| 12 ottobre 2017 Spiezwiler, Spiez Durata: h: - Spettatori:                   | Spiez               | 0 - 3 | Münsingen        | 22-25, 24-26, 21-25               |
| 13 ottobre 2017 Alte Kreuzbleiche, San Gallo Durata: h: - Spettatori:        | San Gallo           | 3 - 2 | Smash Winterthur | 20-25, 23-25, 25-22, 25-11, 17-15 |
| 13 ottobre 2017 Sporthalle Tellenfeld, Amriswil Durata: h: - Spettatori:     | Amriswil            | 3 - 2 | Andwil-Arnegg    | 26-24, 25-22, 22-25, 18-25, 15-10 |
| 15 ottobre 2017 Lindenfeld, Burgdorf Durata: h: - Spettatori:                | Burgdorf            | 0 - 3 | Grenchen         | 13-25, 17-25, 20-25               |
| 15 ottobre 2017 Sporthalle Niederholz, Riehen Durata: h: - Spettatori:       | Riehen              | 3 - 0 | Ebikon           | 25-6, 25-21, 25-6                 |
| 15 ottobre 2017 Turnhalle HPS, Langenthal Durata: h: - Spettatori:           | Langenthal          | 0 - 3 | Kerzers          | 14-25, 18-25, 14-25               |
| 15 ottobre 2017 Salle omnisport, Cheseaux Durata: h: - Spettatori:           | Les Cèdres          | 3 - 0 | Lancy            | 25-13, 25-23, 25-15               |
| 15 ottobre 2017 Zelgli, Wolfenschiessen Durata: h: - Spettatori:             | Kerns               | 3 - 1 | Laufen           | 25-20, 22-25, 25-14, 25-19        |
| 15 ottobre 2017 Spielhalle, Bösingen Durata: h: - Spettatori:                | Bösingen            | 0 - 3 | Uni Berna        | 17-25, 20-25, 20-25               |
| 15 ottobre 2017 Ecole de Culture Générale, Delémont Durata: h: - Spettatori: | Delémont            | 1 - 3 | Servette         | 18-25, 21-25, 25-20, 20-25        |
| 15 ottobre 2017 Seeland Gymnasium, Biel-Bienne Durata: h: - Spettatori:      | Espoirs Biel-Bienne | 2 - 3 | Fully            | 24-26, 17-25, 25-20, 25-20, 12-15 |
| 15 ottobre 2017 OZ Grünau, Wittenbach Durata: h: - Spettatori:               | Wittenbach          | 3 - 1 | Jona             | 25-16, 24-26, 25-14, 25-20        |
| Primarschule, Oberdiessbach Durata: h: - Spettatori:                         | Oberdiessbach       | 0 - 3 | Uettligen        | 15-25, 18-25, 20-25               |

### Terzo turno
| 17 ottobre 2017 Gartenstrasse, Würenlingen Durata: h: - Spettatori:        | Würenlingen     | 0 - 3 | Amriswil         | 21-25, 16-25, 17-25               |
| 18 ottobre 2017 Liebefeld / Hessgut, Liebefeld Durata: h: - Spettatori:    | Satus Köniz     | 0 - 3 | La Suze          | 23-25, 12-25, 15-25               |
| 19 ottobre 2017 Turnhalle Hinter Gärten, Riehen Durata: h: - Spettatori:   | Riehen          | 3 - 0 | Kanti Limmattal  | 25-10, 25-21, 25-15               |
| 22 ottobre 2017 Fluntern oben / unten, Zurigo Durata: h: - Spettatori:     | Rämi Zurigo     | 0 - 3 | Wittenbach       | 14-25, 18-25, 22-25               |
| 22 ottobre 2017 Oberuster, Uster Durata: h: - Spettatori:                  | Uster           | 0 - 3 | Kerns            | 14-25, 14-25, 15-25               |
| 23 ottobre 2017 Ebnet, Küssnacht Durata: h: - Spettatori:                  | Küssnacht       | 1 - 3 | Oftringen        | 13-25, 25-16, 22-25, 14-25        |
| Kantonale Maturitätsschule, Zurigo Durata: h: - Spettatori:                | Spada Academica | 3 - 2 | San Gallo        | 20-25, 25-19, 25-14, 7-25, 15-11  |
| 24 ottobre 2017 Sonnenhof, Wil Durata: h: - Spettatori:                    | Wil             | 1 - 3 | Linth            | 17-25, 25-19, 21-25, 21-25        |
| 24 ottobre 2017 Sporthalle Hofstatt 1, Kaisten Durata: h: - Spettatori:    | Frick           | 0 - 3 | Kreuzlingen      | 20-25, 18-25, 14-25               |
| 25 ottobre 2017 Sporthalle Schlossmatt, Münsingen Durata: h: - Spettatori: | Münsingen       | 3 - 0 | Grenchen         | 25-20, 25-20, 26-24               |
| La Fontenelle, Cernier Durata: h: - Spettatori:                            | Sion            | 0 - 3 | Val-de-ruz Sport | 24-26, 21-25, 15-25               |
| 26 ottobre 2017 Kantonsschule 1, Baden Durata: h: - Spettatori:            | Kanti Baden     | 3 - 0 | Neuenkirch       | 25-19, 25-23, 25-22               |
| 26 ottobre 2017 Salles Ecole des Racettes, Onex Durata: h: - Spettatori:   | Servette        | 3 - 2 | Uni Berna        | 25-14, 26-24, 22-25, 15-25, 15-10 |
| 26 ottobre 2017 HEP, Losanna Durata: h: - Spettatori:                      | Les Cèdres      | 0 - 3 | Uettligen        | 22-25, 20-25, 16-25               |
| Turnhalle, Sankt Antoni Durata: h: - Spettatori:                           | Sense           | 0 - 3 | Murten           | 20-25, 2-25, 19-25                |
| 29 ottobre 2017 Salle Polyvalente, Fully Durata: h: - Spettatori:          | Fully           | 0 - 3 | Kerzers          | 13-25, 11-25, 13-25               |

### Quarto turno
| 4 novembre 2017 Sporthalle Baldegg, Hochdorf Durata: h: - Spettatori:     | Hochdorf Audacia | 0 - 3 | Wittenbach      | 13-25, 12-25, 19-25               |
| 6 novembre 2017 Sand, Schmerikon Durata: h: - Spettatori:                 | Linth            | 0 - 3 | Rätia           | 16-25, 19-25, 22-25               |
| 7 novembre 2017 Turnhalle 2, Giswil Durata: h: - Spettatori:              | Kerns            | 1 - 3 | Kreuzlingen     | 14-25, 19-25, 25-17, 25-27        |
| La Fontenelle, Cernier Durata: h: - Spettatori:                           | Val-de-ruz Sport | 3 - 2 | Münsingen       | 25-21, 25-21, 16-25, 23-25, 15-11 |
| 9 novembre 2017 Kantonsschule 1, Baden Durata: h: - Spettatori:           | Kanti Baden      | 3 - 2 | Oftringen       | 22-25, 25-17, 25-15, 23-25, 15-10 |
| 12 novembre 2017 Salles Ecole des Racettes, Onex Durata: h: - Spettatori: | Servette         | 1 - 3 | Murten          | 23-25, 25-23, 25-27, 22-25        |
| 12 novembre 2017 Salle de Beau-Site, Saint-Imier Durata: h: - Spettatori: | La Suze          | 1 - 3 | Kerzers         | 18-25, 20-25, 25-14, 18-25        |
| 12 novembre 2017 Sporthalle Tellenfeld, Amriswil Durata: h: - Spettatori: | Amriswil         | 3 - 0 | Spada Academica | 35-33, 25-17, 25-22               |

### Quinto turno
| 23 novembre 2017 Sporthalle Ruebisbach, Kloten Durata: h: - Spettatori:    | Züri Unterland | 0 - 3 | Therwil        | 15-25, 13-25, 19-25        |
| 26 novembre 2017 Sporthalle Tellenfeld, Amriswil Durata: h: - Spettatori:  | Amriswil       | 0 - 3 | Münchenbuchsee | 19-25, 9-25, 11-25         |
| 26 novembre 2017 Schmittengässli, Kerzers Durata: h: - Spettatori:         | Kerzers        | 0 - 3 | Kanti Baden    | 25-23, 25-23, 25-19        |
| 26 novembre 2017 OZ Grünau, Wittenbach Durata: h: - Spettatori:            | Wittenbach     | 0 - 3 | Friburgo       | 24-26, 15-25, 17-25        |
| 26 novembre 2017 Sportanlage Sand, Coira Durata: h: - Spettatori:          | Rätia          | 1 - 3 | Fides Ruswil   | 25-19, 26-28, 23-25, 17-25 |
| 26 novembre 2017 Turnhalle Remisberg, Kreuzlingen Durata: h: - Spettatori: | Kreuzlingen    | 0 - 3 | Glaronia       | 15-25, 14-25, 13-25        |
| 26 novembre 2017 Neue Halle, Uettligen Durata: h: - Spettatori:            | Uettligen      | 0 - 3 | Genève         | 13-25, 22-25, 6-25         |
| 26 novembre 2017 Sporthalle Niederholz, Riehen Durata: h: - Spettatori:    | Riehen         | 0 - 3 | Aadorf         | 22-25, 18-25, 19-25        |

### Sesto turno
| 5 dicembre 2017 Turnhalle Prehl, Murten Durata: h: - Spettatori:      | Murten           | 2 - 3 | Therwil          | 25-18, 25-23, 23-25, 13-25, 11-15 |
| Sekundarschule, Münchenbuchsee Durata: h: - Spettatori:               | Münchenbuchsee   | 3 - 0 | Glaronia         | 25-17, 27-25, 25-12               |
| Halle de la Riveraine, Neuchâtel Durata: h: - Spettatori:             | Val-de-ruz Sport | 0 - 3 | Volleya Obwalden | 19-25, 17-25, 14-25               |
| 10 dicembre 2017 Dorfhalle neu, Ruswil Durata: h: - Spettatori:       | Fides Ruswil     | 3 - 2 | Aadorf           | 18-25, 25-15, 25-21, 21-25, 15-10 |
| 10 dicembre 2017 Salle du Belluard, Friburgo Durata: h: - Spettatori: | Friburgo         | 1 - 3 | Genève           | 18-25, 25-23, 16-25, 18-25        |
| 10 dicembre 2017 Schmittengässli, Kerzers Durata: h: - Spettatori:    | Kerzers          | 3 - 0 | Toggenburg       | 25-14, 25-11, 25-9                |

### Ottavi di finale
| 7 gennaio 2018 Schmittengässli, Kerzers Durata: h: - Spettatori:         | Kerzers          | 0 - 3 | Genève              | 17-25, 15-25, 14-25               |
| 99er-Sporthalle, Therwil Durata: h: - Spettatori:                        | Therwil          | 1 - 3 | Lugano              | 19-25, 26-24, 19-25, 22-25        |
| 7 gennaio 2018 Dorfhalle neu, Ruswil Durata: h: - Spettatori:            | Fides Ruswil     | 0 - 3 | Köniz               | 13-25, 22-25, 23-25               |
| 7 gennaio 2018 Im Birch, Zurigo Durata: h: - Spettatori:                 | Volero Zurigo    | 3 - 0 | Düdingen            | 25-23, 25-11, 25-22               |
| 7 gennaio 2018 FZ Resch, Schaan Durata: h: - Spettatori:                 | Galina           | 3 - 2 | Cheseaux            | 18-25, 22-25, 25-20, 25-18, 15-11 |
| 7 gennaio 2018 Vereinshalle Sarnen, Sarnen Durata: h: - Spettatori:      | Volleya Obwalden | 0 - 3 | Kanti               | 11-25, 13-25, 15-25               |
| 7 gennaio 2018 Halle de la Riveraine, Neuchâtel Durata: h: - Spettatori: | Neuchâtel        | 3 - 0 | Franches-Montagnes  | 25-15, 25-18, 25-15               |
| 7 gennaio 2018 Sekundarschule, Münchenbuchsee Durata: h: - Spettatori:   | Münchenbuchsee   | 0 - 3 | Sm'Aesch Pfeffingen | 19-25, 13-25, 23-25               |

### Quarti di finale
| 28 gennaio 2018 ECG Henry-Dunant, Ginevra Durata: h: - Spettatori:        | Genève        | 1 - 3 | Kanti               | 21-25, 15-25, 25-18, 10-25 |
| 28 gennaio 2018 Im Birch, Zurigo Durata: h: - Spettatori:                 | Volero Zurigo | 3 - 1 | Sm'Aesch Pfeffingen | 18-25, 25-18, 25-13, 25-14 |
| 28 gennaio 2018 FZ Resch, Schaan Durata: h: - Spettatori:                 | Galina        | 1 - 3 | Lugano              | 25-23, 21-25, 21-25, 11-25 |
| 28 gennaio 2018 Halle de la Riveraine, Neuchâtel Durata: h: - Spettatori: | Neuchâtel     | 3 - 0 | Köniz               | 25-19, 25-17, 25-23        |

### Semifinali
| 11 febbraio 2018 Im Birch, Zurigo Durata: h: - Spettatori: | Volero Zurigo | 3 - 0 | Lugano | 25-16, 25-12, 25-16 |
| Halle de la Riveraine, Neuchâtel Durata: h: - Spettatori:  | Neuchâtel     | 3 - 0 | Kanti  | 25-16, 25-16, 25-21 |

### Finale
| 31 marzo 2018 St.-Léonard-Halle, Friburgo Durata: 1h:14 - Spettatori: 2 267 | Volero Zurigo | 3 - 0 | Neuchâtel | 25-18, 25-16, 25-20 |